# 人類乳突病毒
人類乳突病毒（英語：Human papillomavirus）是一种无包膜DNA病毒，属于乳头瘤病毒科乳头瘤病毒属。該類病毒感染人體的表皮與黏膜組織，有些时候HPV入侵人體後會引起疣甚至癌症，但大多数时候沒有任何临床症狀。人乳头瘤病毒根据其L1基因DNA序列差异可分为5个属，截至2023年9月，现已确定的HPV类型达231种。
大概有30到40種類型的HPV會透過性行為感染生殖器及周邊皮膚，而其中又有些會引起性器疣（俗稱菜花）。若反覆感染某些高危險性，且又沒有疣等症狀的HPV類型，可能發展成癌前病變，甚至是侵襲性癌症。經研究99.7%的子宮頸癌，都是因感染HPV所造成。据国际癌症研究机构数据，70%的宫颈癌病例是由HPV-16和HPV-18两种高危型引起。
此外，人類乳突病毒傳染率與性行為人數呈正相關。美國2014年研究指出，平均超過80%的女性曾感染，單一性伴侶也近6成感染。九成婦女感染該病毒後會自動痊癒，僅少部分人會因持續感染，長期刺激細胞進而引發其他致癌因子，導致子宮頸癌。
台灣研究人員指出人類乳突病毒是導致肺腺癌的原因之一。其團隊研究發現，HPV16型病毒所釋放的致癌蛋白E6會使人體抑制癌細胞生長的“抑癌基因P53”失去功能。透過RNA干扰技術，移除E6病毒蛋白後，抑癌基因P53又能重新啟動，發揮其抑制癌細胞的功能。

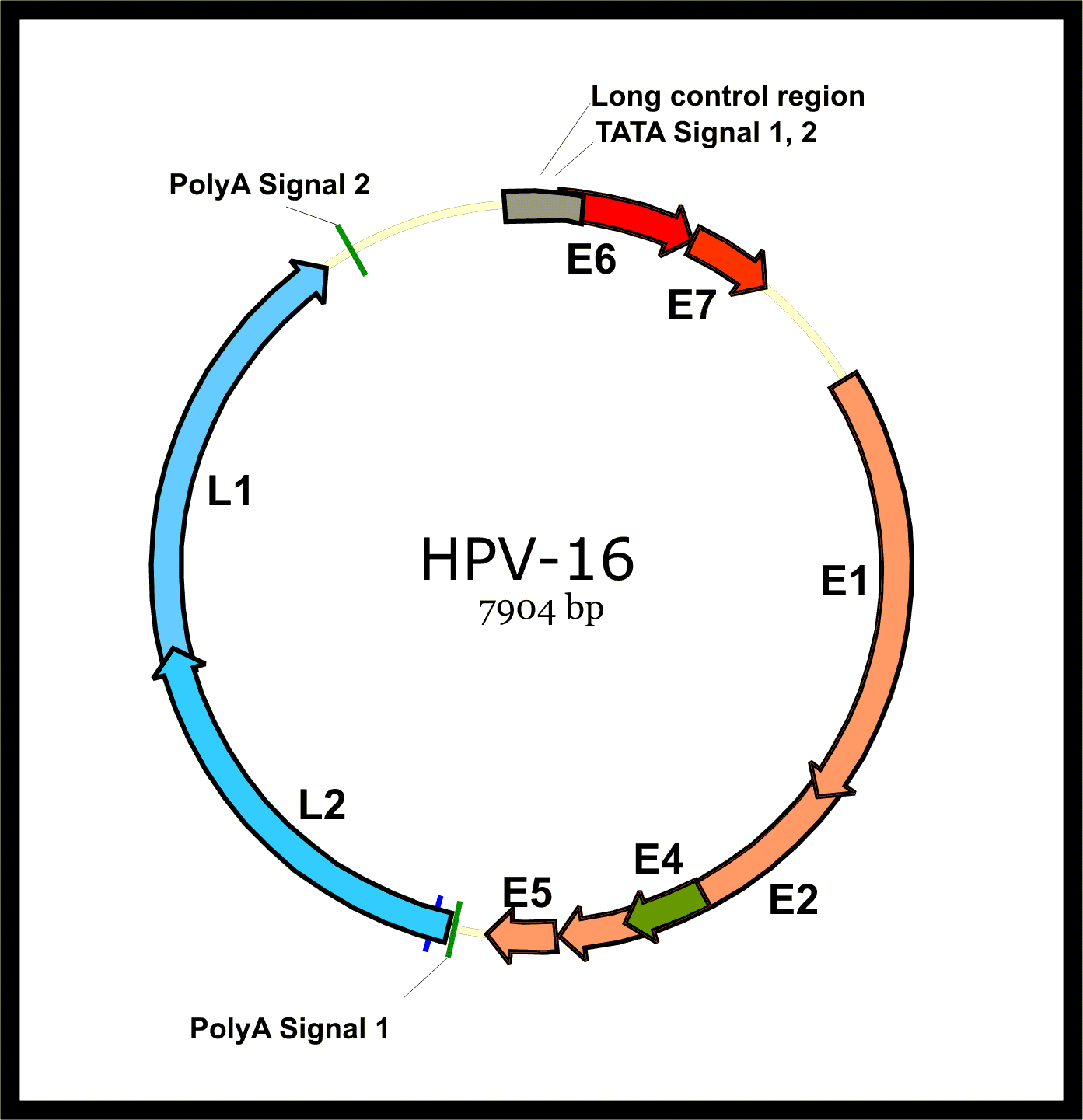
人乳頭瘤病毒16型的基因組結構，已知會導致子宮頸癌的亞型之一。（E1-E7早期基因，L1-L2：晚期基因病毒殼體）。

## 病毒分類

### 按感染部位分類

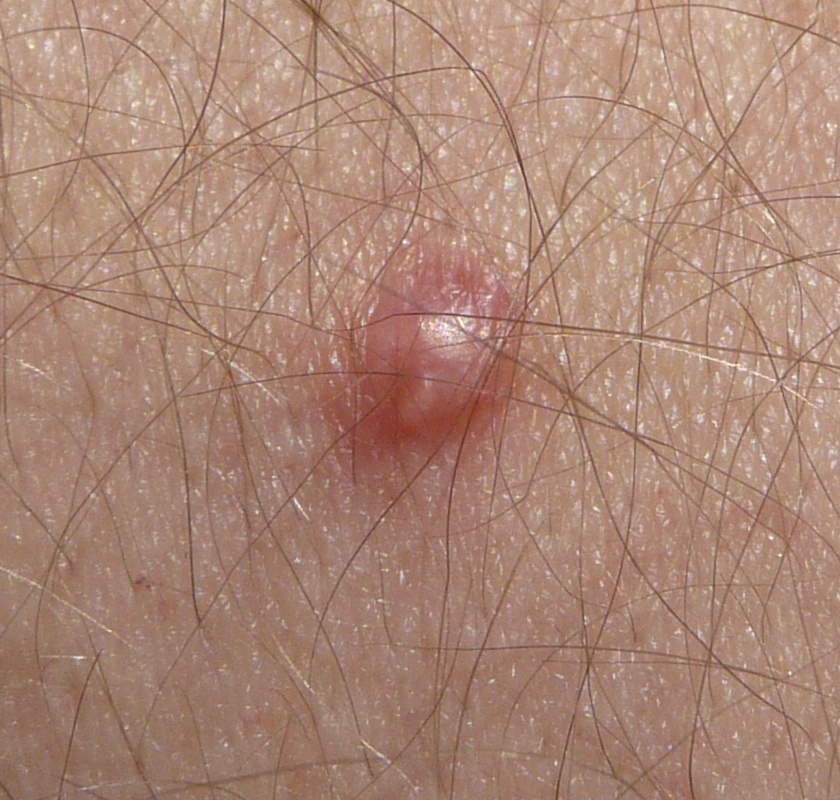
乳頭狀瘤

上皮型
HPV-1、HPV-5、HPV-8、HPV-14、HPV-20、HPV-21、HPV-25、HPV-47型
黏膜型
HPV-6、HPV-11、HPV-16、HPV-18、HPV-31、HPV-33、HPV-35、HPV-39、HPV-41、HPV-45、HPV-51、HPV-52、HPV-56、HPV-58、HPV-59、HPV-68、HPV-70、HPV-72型

### 按發癌性分類
低危型（LR-HPV）
HPV-6、HPV-11、HPV-41、HPV-42、HPV-43、HPV-44、HPV-70型
高危型（HR-HPV）
HPV-16、HPV-18、HPV-31、HPV-33、HPV-35、HPV-39、HPV-45、HPV-51、HPV-52、HPV-56、HPV-58、HPV-59。
高危型HPV亚型与子宮頸癌、肛門癌、陰莖癌、口咽部癌等肿瘤的发生密切相关。且易造成子宮頸癌。雖然HPV是造成子宮頸癌的主因，但不是所有的HPV都會發展成宫颈上皮内瘤样病变和子宮頸癌。根據研究顯示，有60％以上的人在六個月後能夠靠著自身的免疫將HPV排除，而有30％以上的人會進展到高度的上皮病變，只有不到10％的人才會變成子宮頸癌。

## 诊断

### 宫颈检测
美国癌症协会建议30-65岁的妇女最好每5年进行一次HPV检测和巴氏涂片检查；在其他年龄层，除非已诊断为意义未明非典型鳞状细胞（ASC-US），否则仅巴氏涂片检查即足。但巴氏涂片检查及HPV检测的共同检测可减少假阴性率。根据美国国家癌症研究所的说法，最常见的检测可以验出几种高危HPV类型的DNA，却无法识别现存所有类型。此外，HPV mRNA检测除了可得知是否感染，另可得知病毒是否活跃。

### 尿液檢測
取樣無創無痛，只需20–30mL尿液。

## 疫苗
|               | 嘉喜（Gardasil 9 MSD）            | 嘉喜（Gardasil MSD） | 保蓓（Cervirax GSK） |
| ------------- | --------------------------------- | -------------------- | -------------------- |
| 預防的HPV類型 | 6, 11, 16, 18, 31, 33, 45, 52, 58 | 6, 11, 16, 18        | 16, 18               |
| 預防疾病      | 癌症、濕疣                        | 癌症、濕疣           | 癌症                 |
| 佐劑          | 鋁硫酸鹽                          | 鋁硫酸鹽             | 氧化砷               |

WHO 2019年6月最新研究顯示13-19歲女性接種公費疫苗5-8年，HPV感染率下降83%。
國際醫學期刊Lancet 2016年研究模型預測，當全體HPV疫苗覆蓋率達到8成，將可消滅16/18型子宮頸癌。
蘇格蘭公費HPV疫苗政策2008年起12歲女性施打HPV疫苗，其HPV追蹤檢測報告現為全世界最佳，數據顯示，施打HPV疫苗後癌前病變檢測相差6倍，從7.2%降至1.2%。

## 調控基因

中指上的兩個病毒疣，用酸的混合物（如水楊酸）治療以消除它們，有白色沉澱物形成在擦藥的地方，動畫。

人類乳突病毒HPV包括了六個早期調控基因，分別為E1、E2、E4、E5、E6、E7和兩個L1、L2晚期基因。早期基因被用來做病毒基因的複製，而晚期基因是用來製造結構蛋白。其中E6和E7兩個早期基因被認為和導致子宮頸癌最有關係，他們抑制了p53以及Rb兩個腫瘤抑制基因。大部分HPV可以在體內自動清除，但體內不能清除時，可能造成子宮頸癌。

## 歷史
人類可能從尼安德塔人獲得A型人類乳突病毒。

## 外部連結
- 微生物免疫學-papovaviridae(乳頭多瘤空泡病毒科)（页面存档备份，存于）
- 人類乳突病毒 HPV （页面存档备份，存于）
- 良醫下鄉服務 （页面存档备份，存于）